# HMS Manchester (15)
HMS «Манчестер» (15) (англ. HMS Manchester (15) — військовий корабель, легкий крейсер типу «Таун» (1936) Королівського військово-морського флоту Великої Британії за часів Другої світової війни.
HMS «Манчестер» був закладений 28 березня 1936 на верфі компанії Hawthorn Leslie and Company, Геббурн. 4 серпня 1938 увійшов до складу Королівських ВМС Великої Британії.